# 鈴木重辰 (天草代官)
鈴木 重辰（すずき しげとき）は、江戸時代前期の幕臣。通称伊兵衛。

## 略歴
三河鈴木氏支流・則定鈴木家の鈴木正三の長男として誕生した。父は出家し、甥の重長を養子にして家を継がせたため、重辰は叔父の鈴木重成の養子となり、のちに分家して一家を興した。
寛永9年（1632年）、大番役。のちに御倉奉行、京都御所造営役を務める。寛永14年（1637年）、重辰と共に島原の乱に出陣。その後、養父重成は天草に留まり、のちに初代天草代官となった。
承応2年（1653年）、重成死去（荒廃した天草の年貢減免を要求しそれが通らないための抗議の自害という説がある）。翌年、重辰は養父に代わり天草の2代目代官になる。天草復興などに活動し、任期中の万治2年（1659年）6月には養父が実現できなかった天草の石高半減に成功している。
寛文4年（1664年）、京都代官に就任する。また山城国と上総国であわせて500石を知行する。寛文10年（1670年）京都で死去。享年63。法名は紹賢。家督は子の重昌が継いだ。
のちの天明7年（1778年）、重辰は実父の正三と共に重成を祀った鈴木神社に合祀され、天草復興に尽力したとして現在でも天草に祀られている。